# Nördlicher Forst Aura
Nördlicher Forst Aura este o arie protejată (arie de protecție specială avifaunistică — SPA) din Germania întinsă pe o suprafață de 1.843,02 ha, integral pe uscat.

## Localizare
Centrul sitului Nördlicher Forst Aura este situat la coordonatele 50°12′51″N 9°31′56″E / 50.2142°N 9.5322°E.

## Înființare
Situl Nördlicher Forst Aura a fost declarat arie de protecție specială avifaunistică în septembrie 2006 pentru a proteja 8 specii de animale.

## Biodiversitate
Situată în ecoregiunea continentală, aria protejată nu include niciun habitat protejat.
La baza desemnării sitului se află mai multe specii protejate de  păsări (8): minunița (Aegolius funereus), barză neagră (Ciconia nigra), ciocănitoarea de stejar (Dendrocopos medius), ciocănitoare neagră (Dryocopus martius), muscar negru (Ficedula hypoleuca), ciuvică (Glaucidium passerinum), ciocănitoare verzuie (Picus canus), sitar de pădure (Scolopax rusticola).